# 5893 Coltrane
5893 Coltrane este o planetă minoră (asteroid) din centura de asteroizi. A fost descoperită pe 15 martie 1982 la Observatorul Kleť de Zdeňka Vávrová⁠(d) și a fost numită după John Coltrane. 
Obiectul prezintă o orbită caracterizată de o semiaxă mare de 2,6060768 UAi, o excentricitate de 0,09, o înclinație de 14,06585 ° în raport cu ecliptica.